# Y.U. Mad
Singles de Birdman
Like This Like That
(2011)
Singles par Nicki Minaj
Fly
(2011) You the Boss
(2011)
Singles par Lil Wayne
She Will
(2011) Strange Clouds
(2011)
Y.U. Mad est une chanson du rappeur américain Birdman, sorti le 13 septembre 2011. Il s'agit du 4e single extrait de son 5e album studio Bigga Than Life. On retrouve la collaboration des rappeurs américain Nicki Minaj et Lil Wayne. La chanson a été envoyée aux radios américaines le 20 septembre 2011.

## Classement par pays
| Classement (2011)              | Meilleure position |
| ------------------------------ | ------------------ |
| États-Unis (Hot 100)           | 68                 |
| États-Unis (R&B/Hip-Hop Songs) | 46                 |
| États-Unis (Rap Songs)         | 25                 |

## Historique de sortie
| Pays       | Date              | Format                 | Label              | Ref   |
| ---------- | ----------------- | ---------------------- | ------------------ | ----- |
| États-Unis | 13 septembre 2011 | Téléchargement digital | Cash Money Records | [ 4 ] |